# Історія Есватіні

Свазіленд в XIX столітті

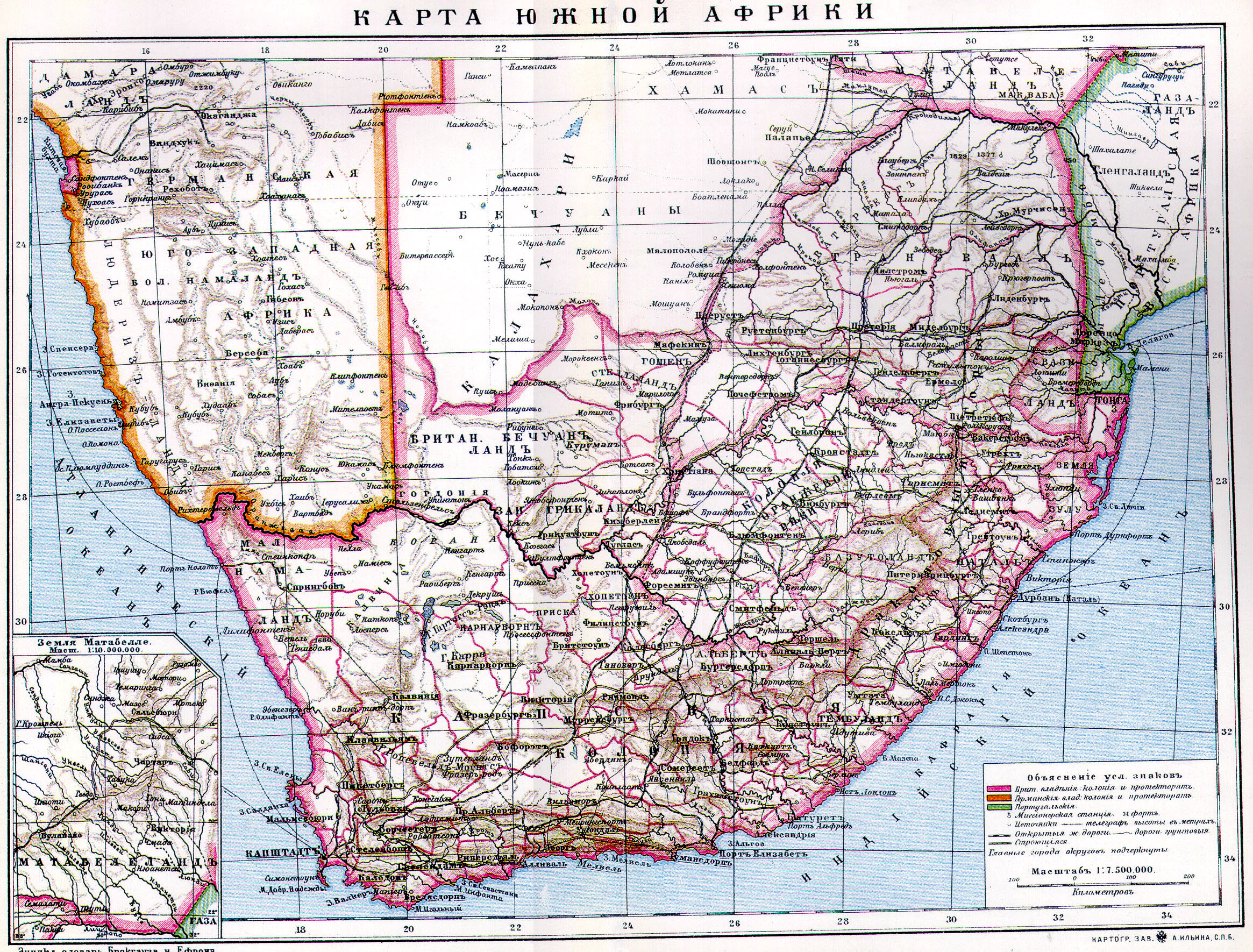
Свазіленд у складі Британської Південної Африки. Карта з енциклопедичного словника Брокгауза і Єфрона

Історія Есватіні пов'язана з історією народу свазі. Предки народу свазі прийшли на південь Африки в середні віки, з центральної частини континенту. Спочатку вони влаштувалися на узбережжі Індійського океану, однак в XVIII ст. свазі були витіснені іншими племенами на північ, на територію нинішнього Есватіні. На початку XIX століття свазі вели кровопролитні війни проти зулу та інших сусідніх племен, які робили набіги на землі свазі.
У 1836 р. вождь свазі Собуза I (нині званий королем) здобув вирішальну перемогу над зулу, ввів централізовану систему своєї влади, підпорядкувавши інших вождів, і фактично створив державу свазі.
Наступний король свазі, Мсваті I, в кінці 1830-х років приєднав нові землі на півночі країни і створив державу, територія якої більш ніж удвічі перевищувала площу сучасного Свазіленду.
В 1843 р. країна виявилася оточеною володіннями європейських колонізаторів і стала об'єктом їх загарбницьких устремлінь. Більшого за інших успіху досягли бури. У 1894 р. територія Свазіленду була оголошена частиною бурської республіки Трансвааль.
Після Англо-бурської війни 1899—1902 років Британія оголосила Свазіленд своїм протекторатом, зберігши там владу місцевих королів і вождів.
У 1921—1982 роках королівський трон свазі займав Собхуза II. Він зумів викупити землі, які після 1907 р. британці експропріювали на користь іноземців, а в 1967 р. — домігся внутрішнього самоврядування для Свазіленду.
В 1964 р. у Свазіленді відбулися перші вибори місцевого парламенту. Більшість депутатських місць отримала партія, створена тодішнім королем Собузою II, Національний рух Імбокодво.
6 вересня 1968 року Велика Британія надала повну незалежність королівству Свазіленд.
На парламентських виборах 1973 р. близько 20 % голосів отримала ліва партія Конгрес національного визволення Нгване, і в результаті король скасував дію конституції, розпустив парламент і оголосив поза законом діяльність усіх політичних партій, профспілок та інших громадських організацій.
Собуза II помер у 1982 р., його наступником став Мсваті III.
Після смерті короля Собхузи II країною чотири роки керувала регентська рада, а в 1986 р. на престол зійшов принц Макхосетіве, який прийняв після коронації ім'я Мсваті III. Незважаючи на невдоволення демократично налаштованої частини суспільства, він продовжував правити як абсолютний монарх.
У серпні 1998 р. король Мсваті III розпустив парламент і призначив нові вибори. Опозиція відмовилася брати участь в них. Напередодні парламентських виборів і в день присяги кабінету міністрів мали місце терористичні акти. Уряд відповів на них посиленням репресій проти дисидентів. У 1999 р. політична опозиція і профспілки створили «Демократичний альянс Свазіленду», який організував та провів масові демонстрації населення на підтримку демократичних реформ.
Вибори до Палати зборів відбулися в жовтні 2003 р.. Спікером Палати було обрано Чарльза Магонго Сгайойо (Charles Magongo S"gayoyo). Сенат обраний 31 жовтня 2003 р., його головою став Мозес Дламіні (Moses Dlamini).
У 2003 р. розгорнувся широкий громадянський рух за проведення демократичних реформ і підвищення рівня життя в країні. Опозиція звинуватила короля в порушенні виданого ним же закону в рамках боротьби зі СНІДом, який накладає заборону на статеві відносини з неповнолітніми дівчатами (його 11-ю дружиною стала дівчина шкільного віку).
Зовнішній борг Свазіленду становить 342 млн дол. США (2002). ВВП у 2004 р. склав 6,02 млрд дол. США, а його зростання — 2,5 %. Інфляція в тому ж році досягла 5,4 %, а інвестиції — 23,6 % від ВВП.
Опозиція продовжує критикувати короля (37-річного останнього абсолютного монарха Африки) за широкий розмах способу його життя. У колекції автомобілів монарха — численні «Мерседеси», у кожної з його 15 дружин знаходиться в розпорядженні власний автомобіль «БМВ» останніх моделей, традиційно широко в країні святкуються дні народження короля (у 2005 р. на ці цілі з державної казни було виділено бл. 10 млн дол. США).
Накладено заборону на діяльність політичних партій і організацій, обмежені права профспілок (в тому числі на страйк) та суддів, а також фактично введена цензура в засобах масової інформації.
Гостро стоїть проблема корупції. За даними міністерства фінансів Свазіленду, оприлюдненими у квітні 2005 р. на засіданні парламенту, національна скарбниця щороку втрачає через корупцію чиновників бл. 80 млн дол. США.
Влітку 2005 р. між королем Свазіленду і парламентом виник конфлікт з питання прийняття нової конституції: монарх відмовився підписати схвалений законодавцями її проєкт, в якому, зокрема, передбачалося оподаткування членів королівської сім'ї. Після внесення необхідних змін 26 липня 2005 р. король Мсваті III підписав нову конституцію країни, яка зміцнила абсолютну монархію у Свазіленді (розширено повноваження короля, підтверджена заборона на діяльність політичних партій).
У 2000-ні в країні сильно поширився вірус ВІЛ (27,2 % дорослих), за цим показником країна зайняла перше місце у світі.